# Agnicourt-et-Séchelles
Pour l’article ayant un titre homophone, voir Hagnicourt.
Agnicourt-et-Séchelles est une commune française située dans le département de l'Aisne en région Hauts-de-France.

## Géographie
|                         | Vigneux-Hocquet        |          |
| Tavaux-et-Pontséricourt | Agnicourt-et-Séchelles | Chaourse |
|                         | Montigny-le-Franc      |          |

|  |  |  |

### Hydrographie
La commune est située dans le bassin Seine-Normandie. Elle est drainée par la Serre, la rivière de Vigneux, le cours d'eau 01 de la commune d'Agincourt-et-Sechelles et un autre petit cours d'eau,.
La Serre, d'une longueur de 96 km, prend sa source dans la commune de La Férée, à 265 m d'altitude, et se jette  dans l'Oise (rive gauche) à Danizy, à 52 m d'altitude, après avoir traversé 39 communes. Les caractéristiques hydrologiques du la Serre sont données par la station hydrologique située sur la commune de Montcornet. Le débit moyen mensuel est de 1,32 m3/s. Le débit moyen journalier maximum est de 28,5 m3/s, atteint lors de la crue du 7 janvier 2011. Le débit instantané maximal est quant à lui de 39,4 m3/s, atteint le 23 janvier 2009.

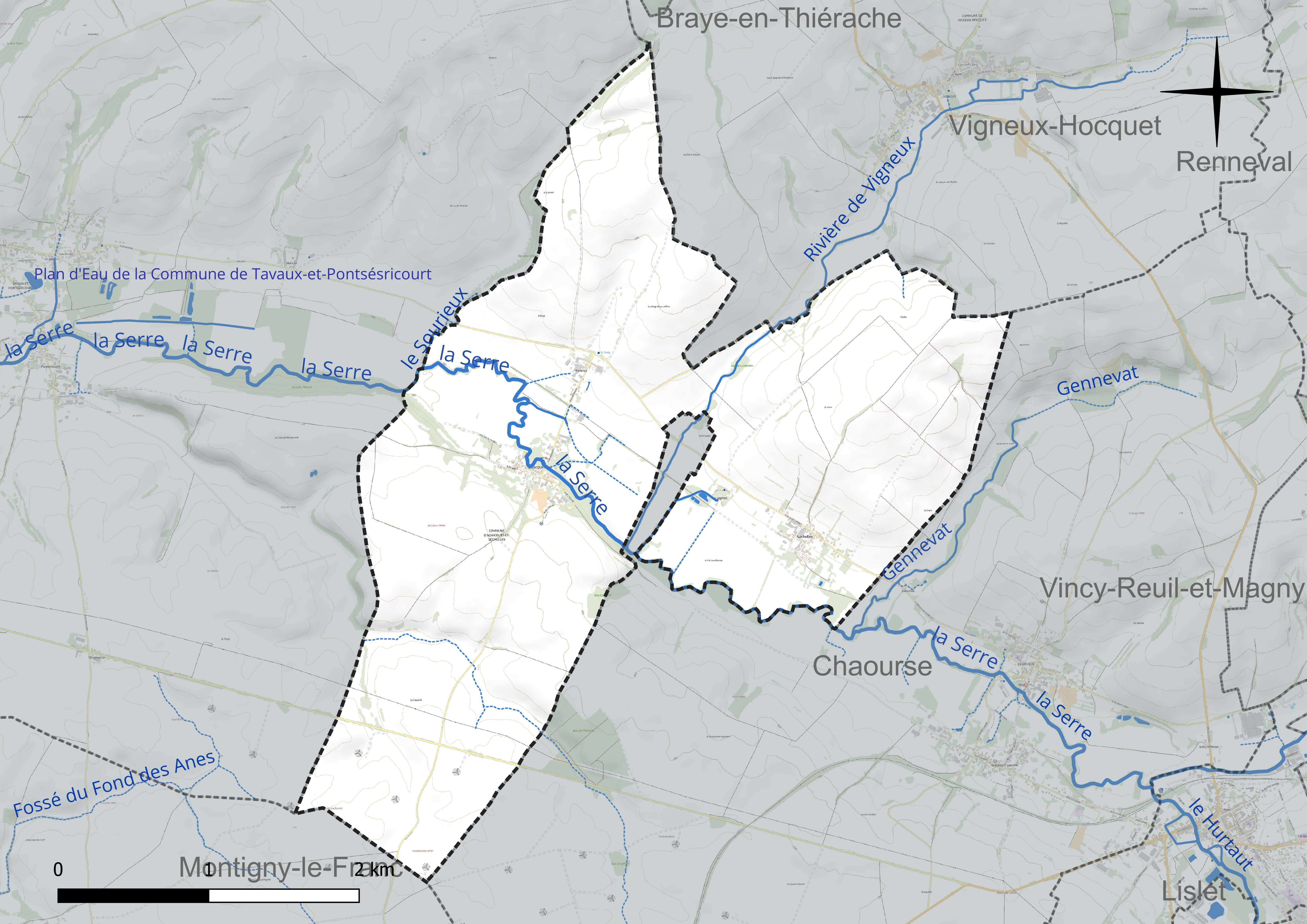
Réseau hydrographique d'Agnicourt-et-Séchelles.

### Climat
Pour des articles plus généraux, voir Climat des Hauts-de-France et Climat de l'Aisne.
En 2010, le climat de la commune est de type climat des marges montargnardes, selon une étude du CNRS s'appuyant sur une série de données couvrant la période 1971-2000. En 2020, Météo-France publie une typologie des climats de la France métropolitaine dans laquelle la commune est exposée à un climat océanique altéré et est dans la région climatique Nord-est du bassin Parisien, caractérisée par un ensoleillement médiocre, une pluviométrie moyenne régulièrement répartie au cours de l'année et un hiver froid (3 °C).
Pour la période 1971-2000, la température annuelle moyenne est de 10,1 °C, avec  une amplitude thermique annuelle de 15,2 °C. Le cumul annuel moyen de précipitations est de 824 mm, avec 12,6 jours de précipitations en janvier et 9,4 jours en juillet. Pour la période 1991-2020 la température moyenne annuelle observée sur la station météorologique la plus proche, située sur la commune de Fontaine-lès-Vervins à 16 km à vol d'oiseau, est de 10,5 °C et le cumul annuel moyen de précipitations est de 826,3 mm,. Pour l'avenir, les paramètres climatiques de la commune estimés pour 2050 selon différents scénarios d'émission de gaz à effet de serre sont consultables sur un site dédié publié par Météo-France en novembre 2022.

## Urbanisme

### Typologie
Au 1er janvier 2024, Agnicourt-et-Séchelles est catégorisée commune rurale à habitat dispersé, selon la nouvelle grille communale de densité à 7 niveaux définie par l'Insee en 2022.
Elle est située hors unité urbaine et hors attraction des villes,.

### Occupation des sols
L'occupation des sols de la commune, telle qu'elle ressort de la base de données européenne d'occupation biophysique des sols Corine Land Cover (CLC), est marquée par l'importance des territoires agricoles (93,9 % en 2018), une proportion identique à celle de 1990 (93,9 %). La répartition détaillée en 2018 est la suivante : 
terres arables (86,1 %), prairies (7,8 %), zones urbanisées (5,7 %), forêts (0,4 %).
L'évolution de l'occupation des sols de la commune et de ses infrastructures peut être observée sur les différentes représentations cartographiques du territoire : la carte de Cassini (XVIIIe siècle), la carte d'état-major (1820-1866) et les cartes ou photos aériennes de l'IGN pour la période actuelle (1950 à aujourd'hui).

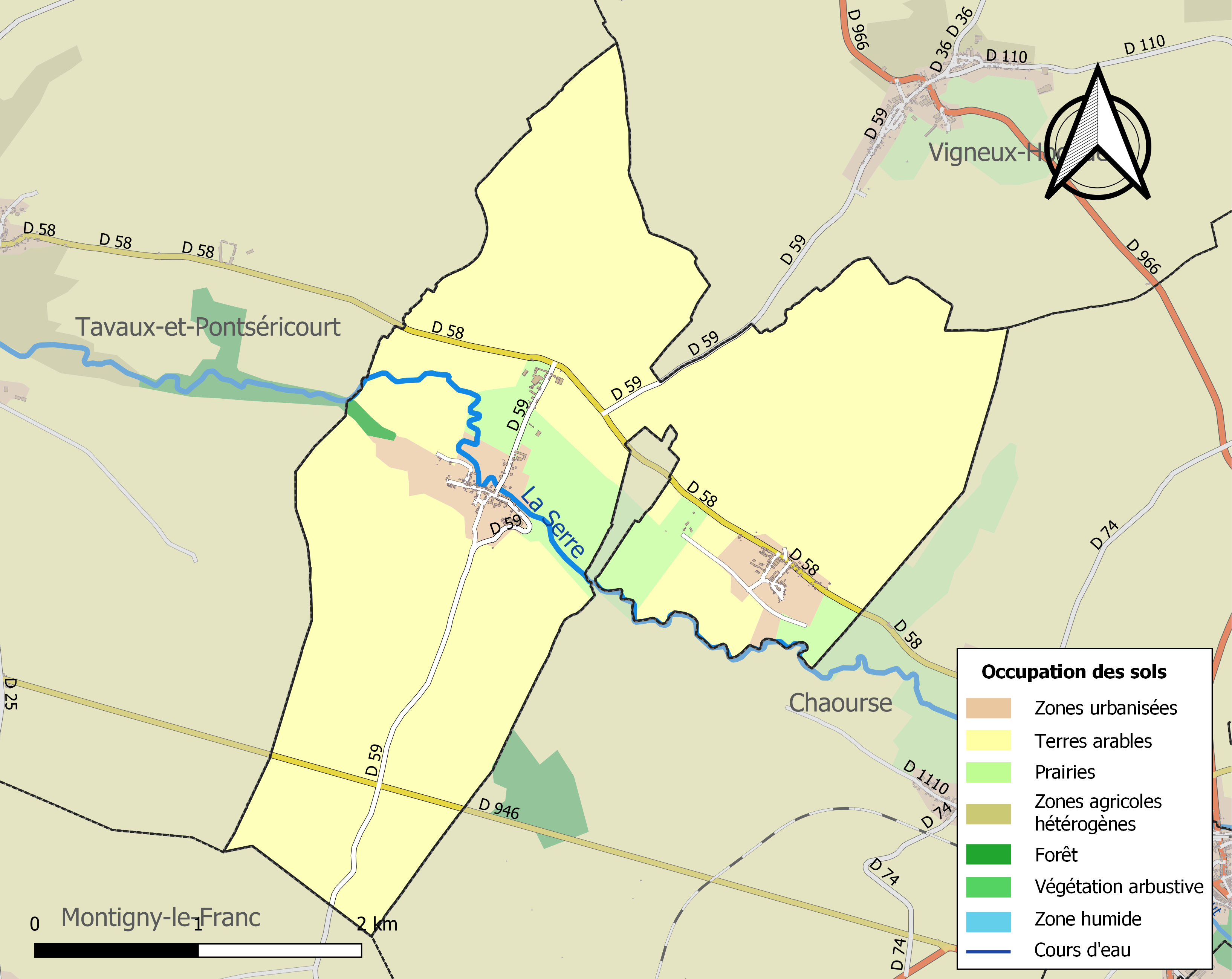
Carte des infrastructures et de l'occupation des sols de la commune en 2018 (CLC).

## Toponymie
Le nom de la localité est attesté sous les formes Agnicort en 1128, Molendium de Aignicurte en 1145.

Ernest Nègre fait dériver ce toponyme de l'anthroponyme germanique Agninus.
Séchelles, ancien hameau de la commune, est attesté sous les formes Cheselle (1145) ; Sancta-Maria-de-Chassella (1150) ; Chasella (1265) ; Chécelles (1389) ; Chesselles (1394) ; Chesselle (1394) ; Cecelles (1475) ; Cexelle (1495) ; Cechelle (1515) ; Ceschelles (1710).
Nicourt et Séchelle en picard.

## Histoire
En 1795, Agnicourt prend le nom de Agnicourt-et-Séchelles. Séchelles est alors hameau dépendant d'Agnicourt.
L'église du village est classée Monument Historique depuis le 12 août 1921.

### Passé ferroviaire du village
|  |  |  |  |  |

De 1907 à 1959, Agnicourt a été traversée par la ligne de chemin de fer de Marle à Montcormet qui passait au nord du village sur la rive droite de la Serre.
 Chaque jour, quatre trains s'arrêtaient dans chaque sens dans la gare pour prendre les passagers qui se rendaient soit à Marle, soit à Montcornet.
L'ancienne gare, devenue habitation, existe encore de nos jours, au nord du village en direction du hameau de Moranzy.
Séchelles possédait une halte dont il ne reste aucune trace de nos jours.
Après la fermeture de la ligne, les rails , les traverses et le ballast ont été vendus ;  une grande partie du tracé subsiste sur le terroir de la commune.

## Politique et administration

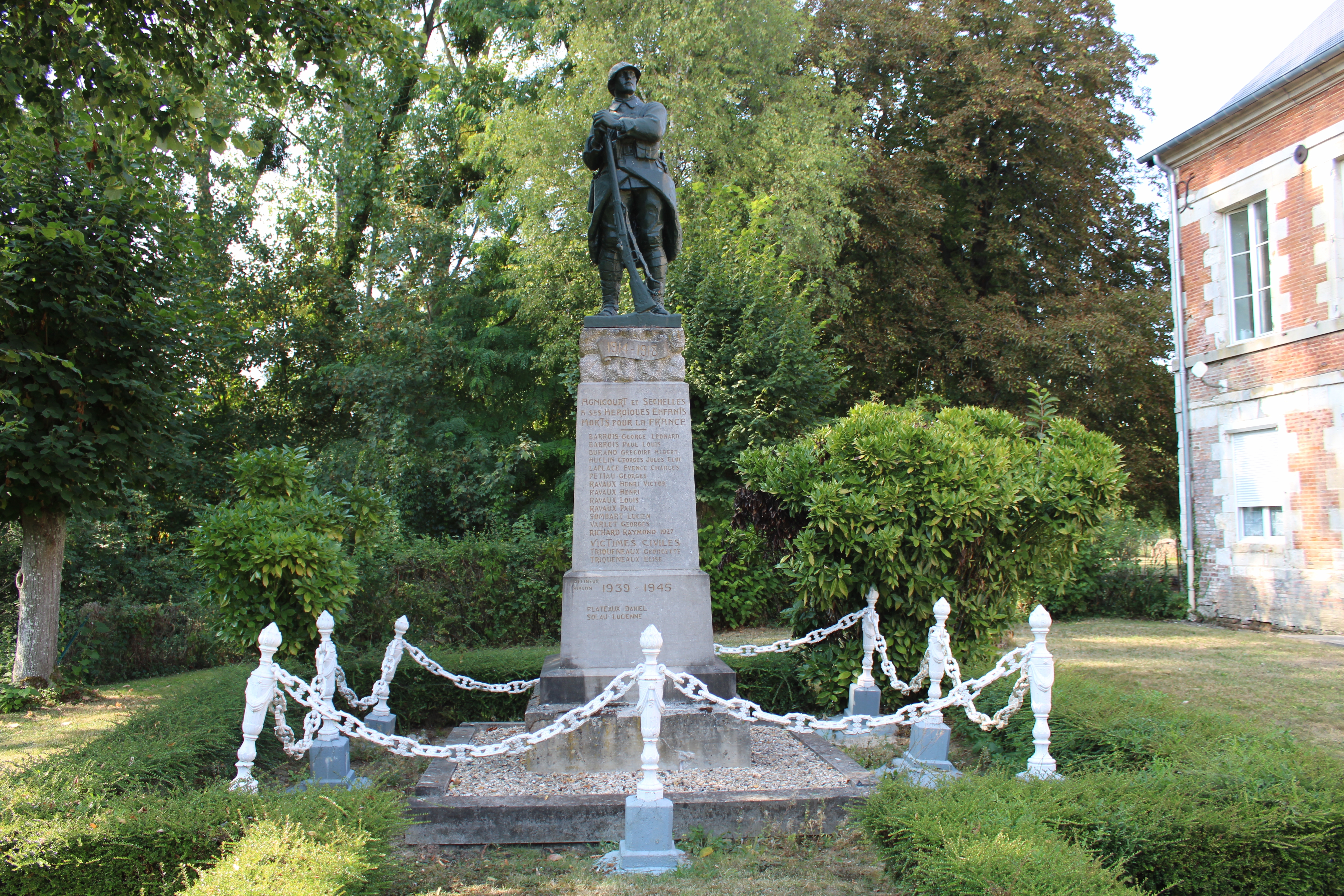
Le monument aux morts.

### Découpage territorial
La commune d'Agnicourt-et-Séchelles est membre de la communauté de communes du Pays de la Serre, un établissement public de coopération intercommunale (EPCI) à fiscalité propre créé le 17 décembre 1992 dont le siège est à Crécy-sur-Serre. Ce dernier est par ailleurs membre d'autres groupements intercommunaux.
Sur le plan administratif, elle est rattachée à l'arrondissement de Laon, au département de l'Aisne et à la région Hauts-de-France. Sur le plan électoral, elle dépend du  canton de Marle pour l'élection des conseillers départementaux, depuis le redécoupage cantonal de 2014 entré en vigueur en 2015, et de la troisième circonscription de l'Aisne  pour les élections législatives, depuis le dernier découpage électoral de 2010.

### Liste des maires
| Période                                  | Période                   | Identité                   | Étiquette | Qualité                                                    |
| ---------------------------------------- | ------------------------- | -------------------------- | --------- | ---------------------------------------------------------- |
| Les données manquantes sont à compléter. |                           |                            |           |                                                            |
| avant 1868                               | après 1868                | Théophile Arsène Cailleaux |           |                                                            |
| avant 1988                               | ?                         | Marcel Nattier             |           |                                                            |
| mars 2001                                | En cours (au 29 mai 2020) | Patrice Leturque           | DVG       | Retraité Fonction publique Réélu pour le mandat 2020-2026, |

## Démographie
L'évolution du nombre d'habitants est connue à travers les recensements de la population effectués dans la commune depuis 1793. Pour les communes de moins de 10 000 habitants, une enquête de recensement portant sur toute la population est réalisée tous les cinq ans, les populations de référence des années intermédiaires étant quant à elles estimées par interpolation ou extrapolation. Pour la commune, le premier recensement exhaustif entrant dans le cadre du nouveau dispositif a été réalisé en 2005.

En 2022, la commune comptait 188 habitants, en évolution de +5,03 % par rapport à 2016 (Aisne : −1,97 %, France hors Mayotte : +2,11 %).
| 1793 | 1800 | 1806 | 1821 | 1831 | 1836 | 1841 | 1846 | 1851 |
| ---- | ---- | ---- | ---- | ---- | ---- | ---- | ---- | ---- |
| 403  | 448  | 543  | 617  | 674  | 684  | 673  | 665  | 688  |

| 1856 | 1861 | 1866 | 1872 | 1876 | 1881 | 1886 | 1891 | 1896 |
| ---- | ---- | ---- | ---- | ---- | ---- | ---- | ---- | ---- |
| 640  | 609  | 660  | 605  | 614  | 609  | 559  | 485  | 467  |

| 1901 | 1906 | 1911 | 1921 | 1926 | 1931 | 1936 | 1946 | 1954 |
| ---- | ---- | ---- | ---- | ---- | ---- | ---- | ---- | ---- |
| 450  | 459  | 450  | 408  | 393  | 354  | 374  | 350  | 314  |

| 1962 | 1968 | 1975 | 1982 | 1990 | 1999 | 2005 | 2006 | 2010 |
| ---- | ---- | ---- | ---- | ---- | ---- | ---- | ---- | ---- |
| 294  | 248  | 238  | 224  | 209  | 211  | 193  | 189  | 207  |

| 2015 | 2020 | 2022 | - | - | - | - | - | - |
| ---- | ---- | ---- | - | - | - | - | - | - |
| 182  | 185  | 188  | - | - | - | - | - | - |

## Culture locale et patrimoine

### Lieux et monuments
- L'église Saint-Médard d'Agnicourt.
- La chapelle Saint-Agapit de Séchelles.

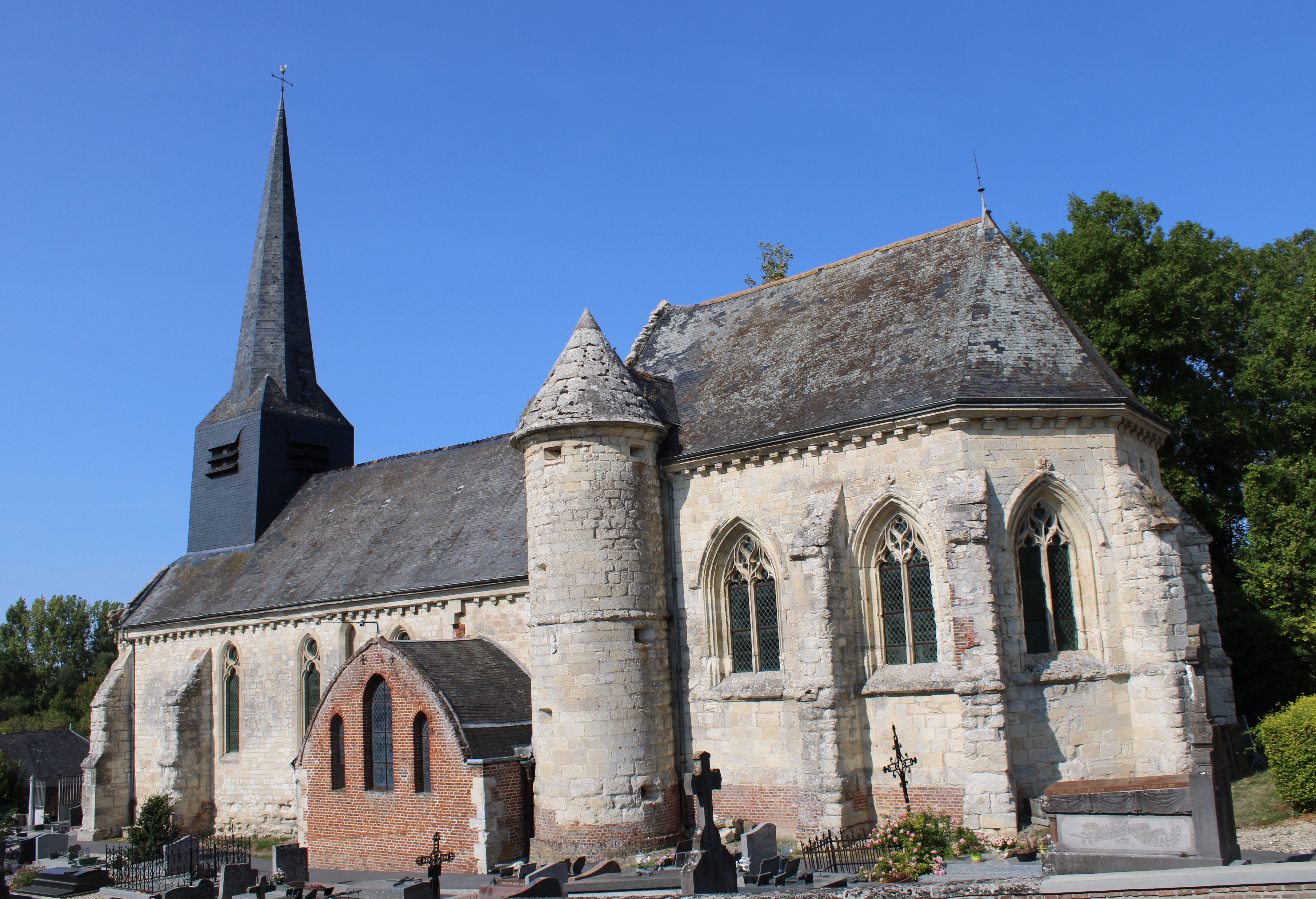
L'église Saint-Médard d'Agnicourt.
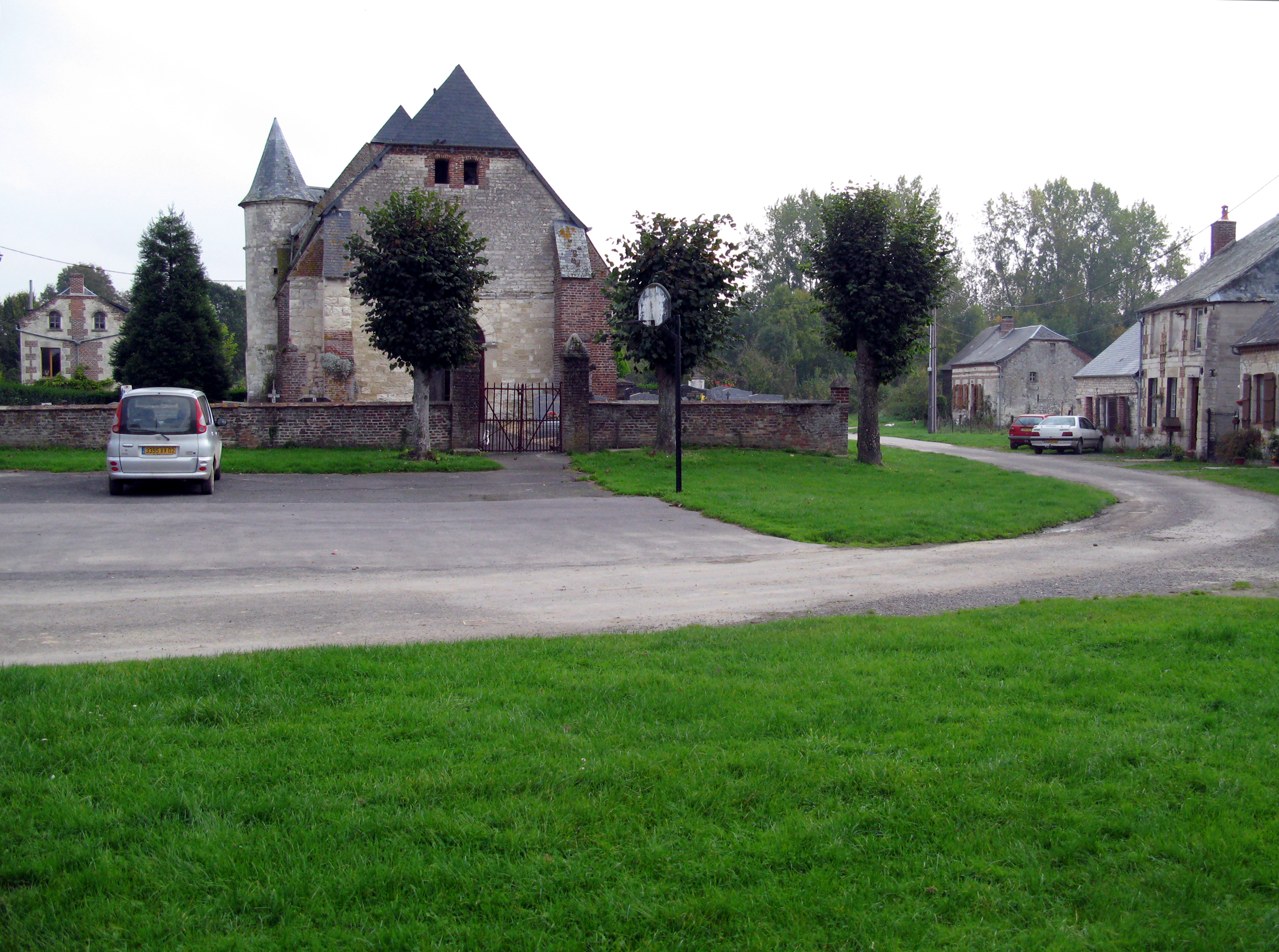
À Séchelles, contrairement à la plupart des autres villages de la région, l'église n'est pas en surplomb et l'espace autour d'elle laissé par les maisons est important. La topologie étant différente (terrain plat, moins accidenté), le mode de défense des environs immédiats de l'édifice était-il autre ?
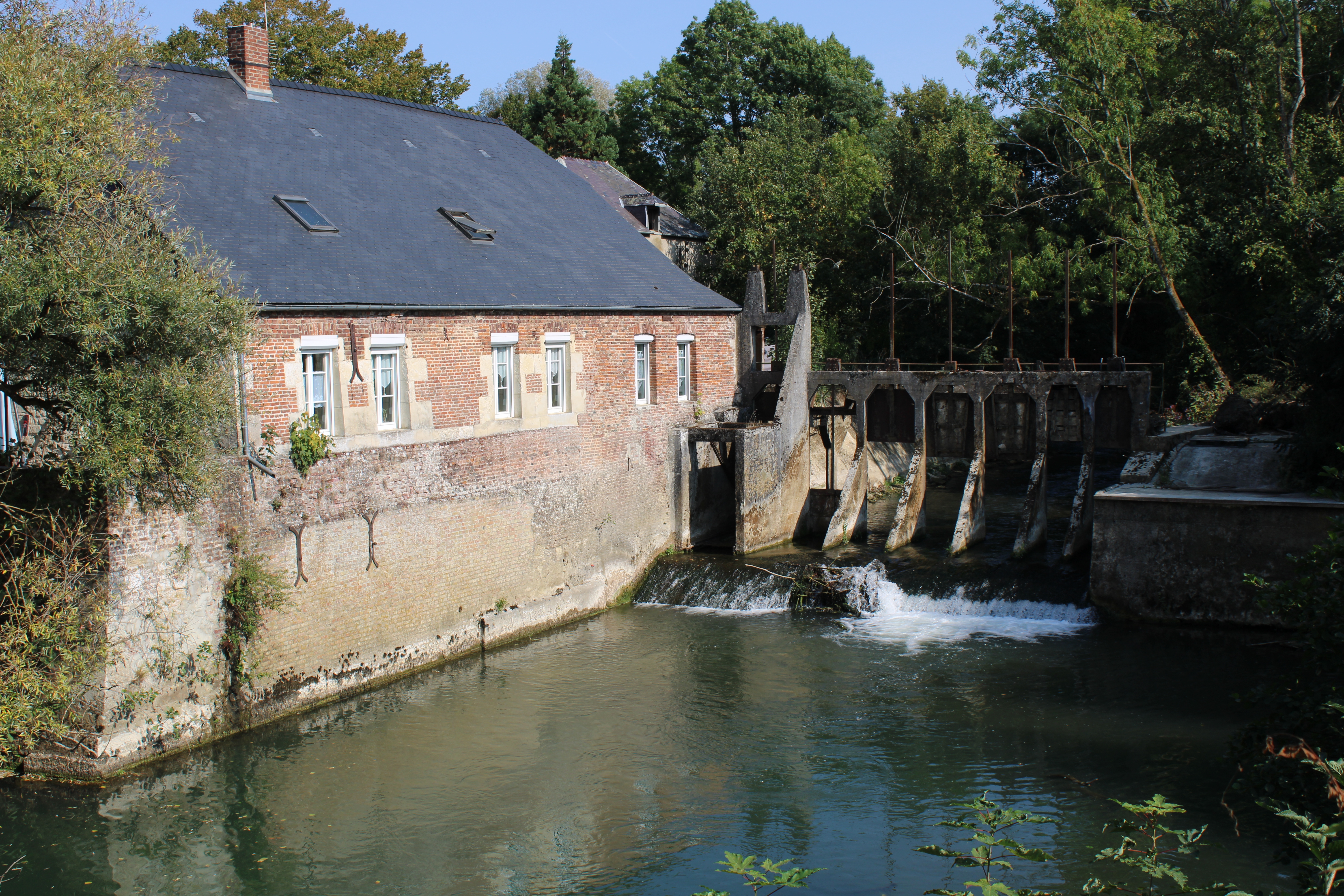
Le moulin sur la Serre.
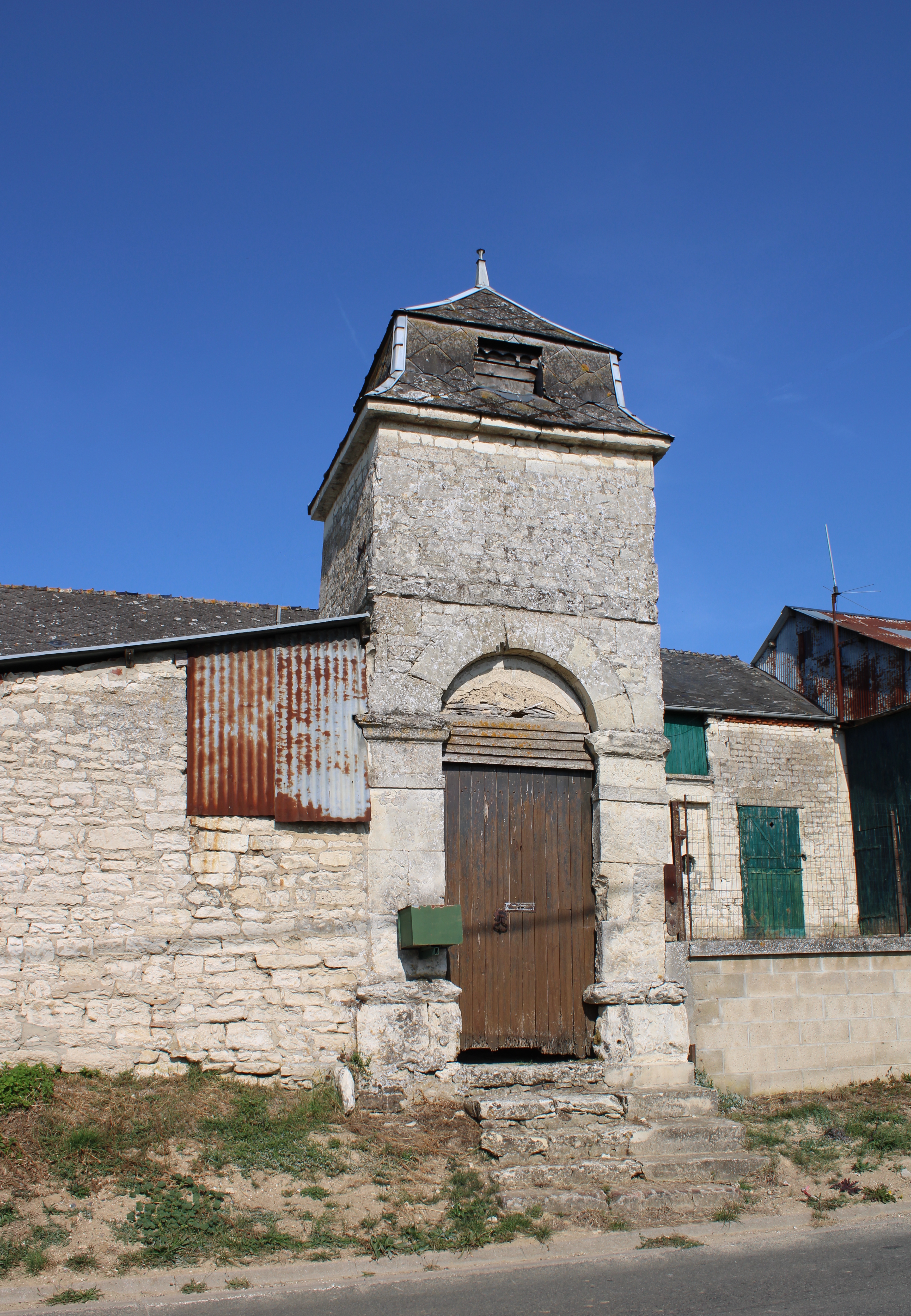
Pigeonnier-porche à Séchelles.

### Personnalités liées à la commune
- René Bellanger, peintre français, né le 2 décembre 1895 à Agnicourt et décédé le 5 décembre 1964 à Paris.

## Pour approfondir